# Prins Filiberke
Prins Filiberke is het 91ste stripverhaal van Jommeke. De reeks wordt getekend door striptekenaar Jef Nys.

## Verhaal
Filiberke botst per ongeluk tegen een Arabier. Er is blijkbaar iets aan de hand. De Arabier en zijn vriend maken foto's van Filiberke. Wat later wordt Filiberke ontvoerd en meegenomen naar Koerania. Uit een achtergebleven boodschap blijkt dat hij het Arabisch land een dienst kan bewijzen. Jommeke, Flip en professor Gobelijn gaan op onderzoek. Filiberke moet als plaatsvervanger optreden voor de zieke prins die als twee druppels water op Filiberke lijkt. Om nu te bepalen wie de troonopvolger zal worden moet Filiberke het opnemen in een race tegen de zoon van de onderkoning. Wie het zwaard der gerechtigheid ontvangt van de profeet, is de uitverkorene en zal troonopvolger worden.
Jommeke, Flip en Gobelijn kunnen de hinderlagen, die de tegenpartij legt, laten mislukken. Filiberke redt zijn tegenstander van de dood en samen trekken ze naar de profeet. Met het zwaard keren ze terug en de onderkoning wordt ontmaskerd wegens valsspelen. Filiberke krijgt de titel van prins. Wanneer de als twee druppels water op Filiberke gelijkende prins weer aan de beterhand is, kunnen Filiberke en zijn vrienden met een gerust hart vertrekken.